# I Photograph to Remember
《I Photograph to Remember》(기억을 위한 사진들)는 봄여름가을겨울의 네 번째 정규 앨범이다.
3집과 마찬가지로 미국에서 녹음했다. 처음으로 다른 이의 곡(정원영이 만든 "안녕, 또 다른 안녕")이 담겼으며 그전 앨범과 달리 상업적 성공은 거두지 못했다. LP 버전에는 "페르시아 왕자"와 "디밥"이 실리지 않았다.

## 수록곡
1. 말없는 인사
2. 알 수 없는 질문들
3. 잃어버린 자전거에 얽힌 지난 이야기
4. 안녕,또 다른 안녕
5. 기억을 위한 사진들
6. 노래여 퍼져라
7. 이성의 동물,감정의 동물
8. 영원에 대하여
9. 그대를 위하여…
10. 페르시아 왕자
11. 디밥
12. 전도서

## 악기
- Guitars & Vocals: 김종진
- Drums: 전태관
- Piano: 한충완
- Guitars: 한상원
- Bass: Chris Parks,Jeff Ganz
- Saxophones: Andy Snitzer
- Percussions: Joe Bonadio
- Trombone: Gary Valente
- Turumpet: Walt Platt
- Keyboards: Robert Aries

## 스테프
- 투자: 김영
- 제작: 봄여름가을겨울
- 엔지니어
  - 레코딩, 믹싱: Rory Young
  - 마스터링: Ted Jensen
- 스튜디오
  - 레코딩, 믹싱: ACME Studios, NY
  - 마스터링: Sterling Sounds, NY
- 디자인: Dorcas Garcia & Pamela White